# Louise av Hessen-Darmstadt (1761–1829)
Louise av Hesse-Darmstadt, född 15 februari 1761, död 24 oktober 1829, var en lantgrevinna (1790) och storhertiginna (1806) av Hessen. Hon var dotter till prins Georg Wilhelm av Hessen-Darmstadt och Maria Louise Albertine of Leiningen-Falkenburg-Dagsburg. Hon gifte sig 1777 med sin kusin Ludvig X av Hessen-Darmstadt.

## Biografi
Louise och hennes syster Charlotte växte upp vid hovet i Wien som lekkamrater till Marie-Antoinette och Maria Karolina av Österrike, och kallades av den förstnämnda för de "kära prinsessorna". De ingick i det följe som reste med Marie-Antoinette till franska gränsen vid hennes bröllop 1770, och brevväxlade sedan med denna fram till 1792: Marie-Antoinette behöll små miniatyrporträtt av systrarna fram till sin död, också under sin tid i fängelset. Hon besökte Marie-Antoinette i Versailles tillsammans med sin syster Charlotte år 1780.    
Louise gifte sig 1777 med sin kusin, tronföljaren i Hessen-Darmstadt. Hennes man blev monark med titeln lantgreve år 1790, och fick titeln storhertig av Napoleon vid upplösningen av det tysk-romerska riket 1806. Louise beskrivs som älskvärd och var enligt uppgift vördad av allmänheten. Från 1783 tillbringade hon somrarna i Auerbach, där hon utövade mycket välgörenhet. Napoleon I, som ansåg henne vara en av tidens mest begåvade kvinnor, lovade henne en gång att han skulle ge henne en krona.